# Доган, Мустафа
Мустафа Доган (тур. Mustafa Doğan; род. 1 января 1976, Ялвач, Ыспарта) — немецкий футболист турецкого происхождения. Играл на позиции центрального защитника.
За время своей профессиональной карьеры выступал в клубах Турции и Германии. Имея немецкие корни выступал за сборную Германии.

## Футбольная карьера
Родился в деревне Дедекам, район Ялвач, Ыспарта. Доган начал карьеру в маленьком немецком клубе ТВ Асберг. В 13 лет Мустафа подписал первый профессиональный контракт с «Юрдинген 05», и его дебют состоялся 15 мая 1994 года, во Второй Бундеслиге, в матче против «Вупперталер».
В 1996 году, Доган перешёл в «Фенербахче». В нём он провел семь лет, первые пять из которых выходил в основе. После чего вернулся в Германию, перейдя в клуб Бундеслиги «Кёльн». 18 октября 2003 года он забил единственный и победный мяч в матче против «Фрайбурга».
В сезоне 2004/2005 Мустафа перешёл в клуб Турецкой Суперлиги «Бешикташ». Из-за большого количества травм он завершил карьеру в 2007 году, в возрасте 31 года.
Также выступал за молодёжную сборную Германии. Вместе с ней участвовал в Чемпионате мира 1995 года и в Чемпионате Европы 1998 года. С основной сборной сыграл на Кубке конфедераций 1999 года.
В настоящее время Доган работает футбольным комментатором на турецком спортивном канале NTV.